# Cẩm cù kí sinh
Cẩm cù ký sinh hay hồ hoa ký sinh, dây lưỡi lợn (danh pháp: Hoya parasitica) là một loài thực vật có hoa trong họ La bố ma. Loài này được (Roxb.) Wall. ex Wight mô tả khoa học đầu tiên năm 1834.

## Hình ảnh

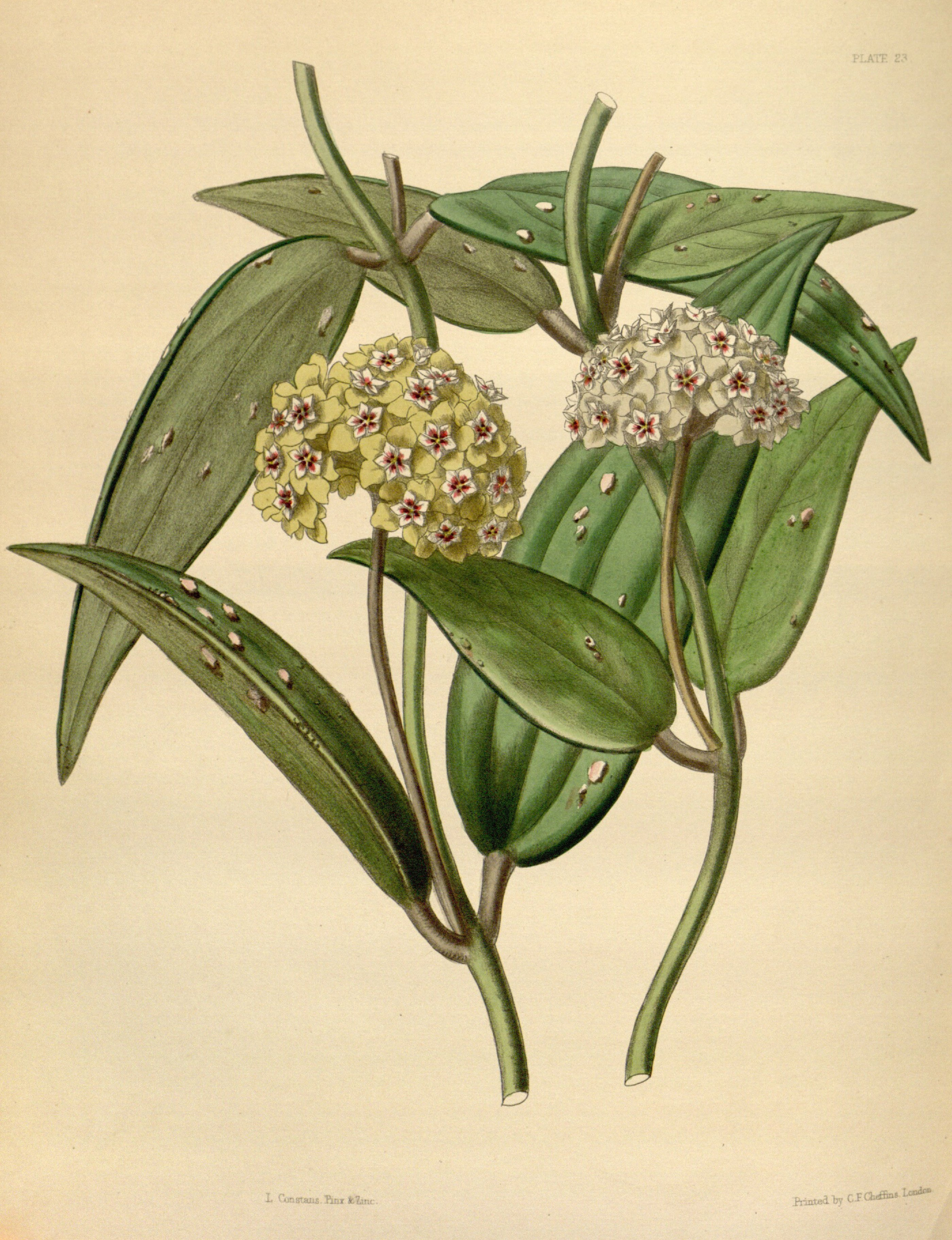
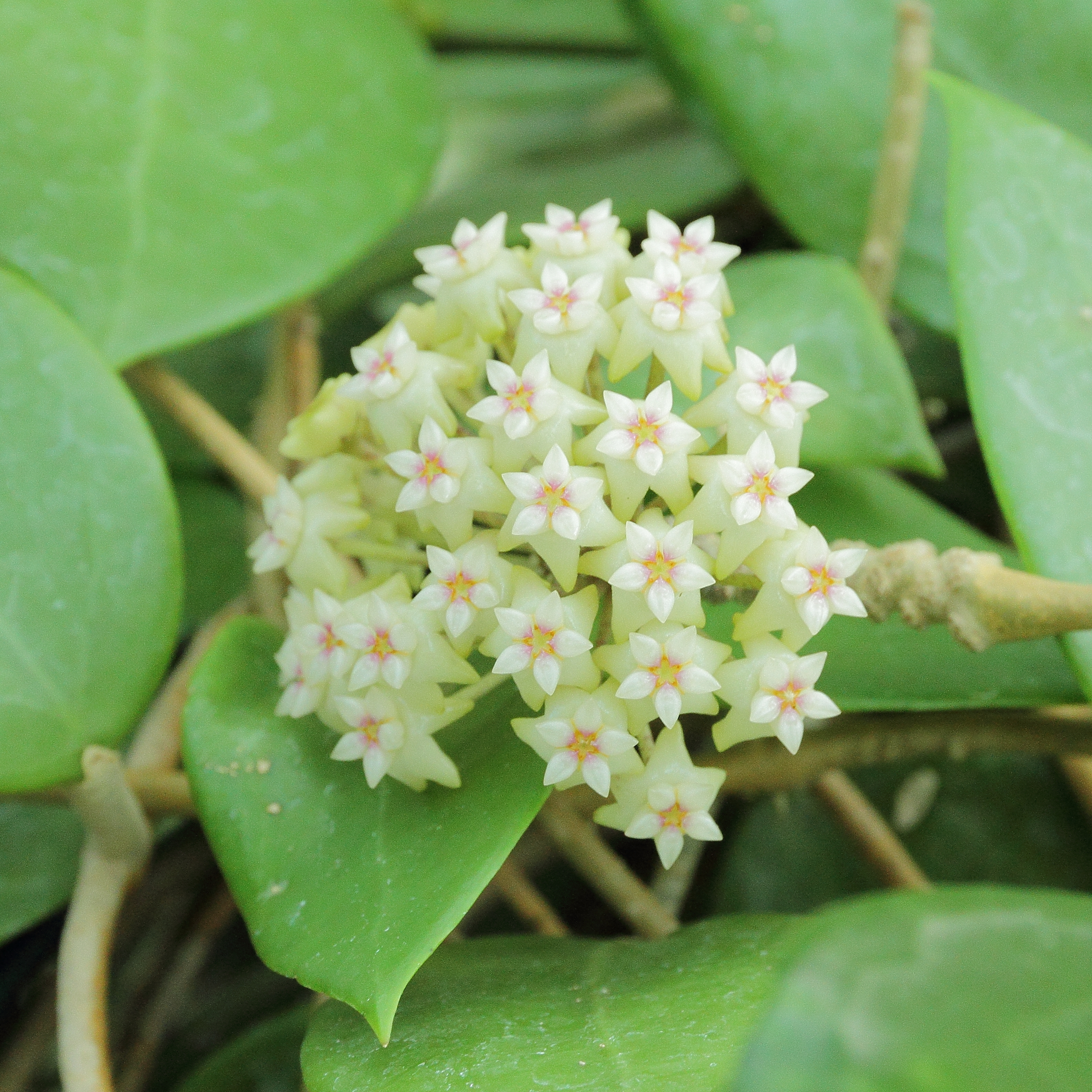